# 流星コーリング (アルバム)
『流星コーリング』（りゅうせいコーリング）は、WEAVERのアルバム。2019年3月6日にA-Sketchから発売された。　

## 概要
前作『Night Rainbow』以来約3年ぶりにリリースされ、ベスト・アルバムである『ID 2』及び、河邉徹（Dr）による本作の元となった小説「流星コーリング」と同時発売された。
本作は、河邉が小説「流星コーリング」を書き上げたことから派生した「流星コーリングプロジェクト」の一環として小説のストーリーを基に書き下ろされた楽曲を中心に収録している。その為、Night Rainbow以降にリリースされたシングル作品は、本作には収録されず、同時に発売された『ID 2』に収録された。
2019年10月22日には、「流星コーリングプロジェクト」の完結編として神戸国際会館にて『10th Anniversary Live 最後の夜と流星〜We're Calling You〜』が開催され、2020年3月31日に映像作品として発売された。
なお、M9、M10にはコーラスに斎藤アリーナが参加している。

## 解説
2018年5月に小説「夢工場ラムレス」で小説家デビューを果たした河邉徹が、2作目となる小説「流星コーリング」を書き上げたことから派生した「流星コーリングプロジェクト」。WEAVERの楽曲のほとんどの歌詞を手がけていた河邉が、小説家・作詞家としての目線で作ったストーリーをもとに、メンバー3人がまるで映画のサウンドトラックを作るかのように楽曲を制作していく音と文字の物語。

## 収録内容
| 全作曲: 杉本雄治。 |                                               |           |            |                |      |
| #                  | タイトル                                      | 作詞      | 作曲・編曲 | 編曲           | 時間 |
| 1.                 | 「Overture 〜I'm Calling You〜」              |           | 杉本雄治   | WEAVER         | 1:00 |
| 2.                 | 「流れ星の声」                                | 河邉徹    | 杉本雄治   | WEAVER         | 3:12 |
| 3.                 | 「最後の夜と流星」                            | 河邉徹    | 杉本雄治   | WEAVER、MEG    | 3:56 |
| 4.                 | 「Interlude I」                               |           | 杉本雄治   | 杉本雄治       | 1:39 |
| 5.                 | 「栞 feat.仲宗根泉(HY)」                      | 河邉徹    | 杉本雄治   | WEAVER、MEG    | 4:34 |
| 6.                 | 「Interlude II」                              |           | 杉本雄治   | WEAVER、Maozon | 1:11 |
| 7.                 | 「Loop the night」                            | 河邉徹    | 杉本雄治   | WEAVER、Maozon | 4:40 |
| 8.                 | 「Nighty Night」                              | 河邉徹    | 杉本雄治   | WEAVER、MEG    | 3:34 |
| 9.                 | 「透明少女」                                  | 杉本雄治  | 杉本雄治   | WEAVER、MEG    | 3:47 |
| 10.                | 「I would die for you」                       | 河邉徹    | 杉本雄治   | WEAVER、MEG    | 5:17 |
| 11.                | 「流星コーリング 〜Prologue〜 feat.花澤香菜」 | 河邉徹    | 杉本雄治   |                | 5:10 |
| 合計時間:          | 合計時間:                                     | 合計時間: | 合計時間:  | 38:00          |      |

## 楽曲について
1. Overture 〜I'm Calling You〜
インストゥルメンタル楽曲。
2. 流れ星の声
3. 最後の夜と流星
流星コーリングプロジェクト第1弾楽曲として配信開始された楽曲[2]。
4. Interlude I
インストゥルメンタル楽曲。
5. 栞 feat.仲宗根泉(HY)
WEAVER初となる他者とのコラボ楽曲となり[3]、仲宗根泉を女性ゲストボーカルとして招いた楽曲[4]。
河邉の描く叙情的な歌詞に切なさを感じさせるメロディと仲宗根の力強く伸びやかなボーカルが郷愁を感じさせる珠玉のバラードになっている[5]。
6. Interlude II
インストゥルメンタル楽曲。
7. Loop the night
何度もループしてしまう1日に囚われた、小説の世界観や主人公の心情が表現された楽曲[6]。
8. Nighty Night
9. 透明少女
小説のクライマックスを感じさせる壮大な楽曲[7]。
10. I would die for you
11. 流星コーリング 〜Prologue〜 feat.花澤香菜